# San Lorenzo de Tarapacá
San Lorenzo de Tarapacá ist ein Ort in der Kommune Huara, der Región de Tarapacá in Nord-Chile. Mit etwa 188 Einwohnern liegt er mitten in der Atacama-Wüste, 1350 Meter über dem Meer.

## Geschichte
Die Besiedlung geht auf das 12. Jahrhundert zurück, als der Ort an einem wichtigen Handelsweg der Inka lag. Es ist bekannt, dass die Siedlung um 1536 bei einer Expedition des Diego de Almagro bereits bewohnt war. Lange war sie der wichtigste Ort in der Region, bis der Salpeter-Boom Mitte des 19. Jahrhunderts den Hafen Iquique in den Vordergrund brachte. Nach der Erlangung der Unabhängigkeit von Spanien gehörte sie zunächst zu Peru.
Im Salpeterkrieg (1879–1883) besiegten peruanische Truppen am 27. November 1879 die chilenischen Einheiten unter Eleuterio Ramírez Molina (1837–1879). Der peruanische Sieg hatte allerdings wenig Relevanz für den Kriegsverlauf, da bereits große chilenische Truppenverbände an der Küste bei Pisagua gelandet waren und sich die Peruaner zurückziehen mussten. Ein Monument zur Schlacht von Tarapacá findet man heute am Stadteingang.

## Tourismus
Ein wüstenartiges Klima mit ausgetrockneten Tälern und bizarren Felsformationen durchziehen die Gegend, z. B. im Quebrada de Tarapacá-Tal. Häufig findet man riesige Kakteen, z. B. im Quebrada de Aroma-Tal. Viele Geisterdörfer aus der Zeit des Salpeterabbaus können ebenfalls besichtigt werden.
Wenige Kilometer östlich von Tarapacá findet man den Gigante de Atacama, eine etwa 86 m große in den Fels geritzte Figur, welche um 1000 n. Chr. entstanden sein soll. Im Dorf befinden sich zwei Nationaldenkmale von überregionaler Bedeutung:
- Kirche und Glockenturm San Lorenzo („Iglesia y campanario de San Lorenzo“) von 1720/1784 (siehe CL-278)
- Gebäude Chintuya Nr. 9 („Casona de San Lorenzo de Tarapacá“) von 1763 (siehe CL-289)

bereits seit 1973 steht das ganze Dorf wegen seiner historischen Bedeutung unter Denkmalschutz.

### San-Lorenzo-Festival
Jährlich um den 10. August findet in Tarapacá das „Festividad de San Lorenzo“ statt, ein religiöses Fest zu Ehren des heiligen Laurentius. Es geht auf eine Tradition aus dem 17. Jahrhundert während des Missionsprozess der spanischen Truppen zurück. Mit dem Bau der „Iglesia de San Lorenzo“ um 1720 begann die Verehrung des Laurentius im Ort als Schutzpatron der Händler, Salpeterarbeiter, Bäcker, Bauern und der Armen und das Festival wird seitdem jährlich gefeiert. Heute ist das früher regionale Fest weit über die Landesgrenzen bekannt, so nahmen 2011 bereits ca. 70.000 Besucher daran teil. Beim Festival werden neben Messen und Wallfahrten, religiöse Tänze von verschiedenen katholischen Gruppen in bunten Kostümen aufgeführt, welche die Verehrung des Heiligen zum Ausdruck bringen. 2023 sollen bis zu 150.000 Besucher am Festival teilgenommen haben und eine Initiative wurde gestartet den 10. August zum regionalen Feiertag zu erklären.

## Galerie

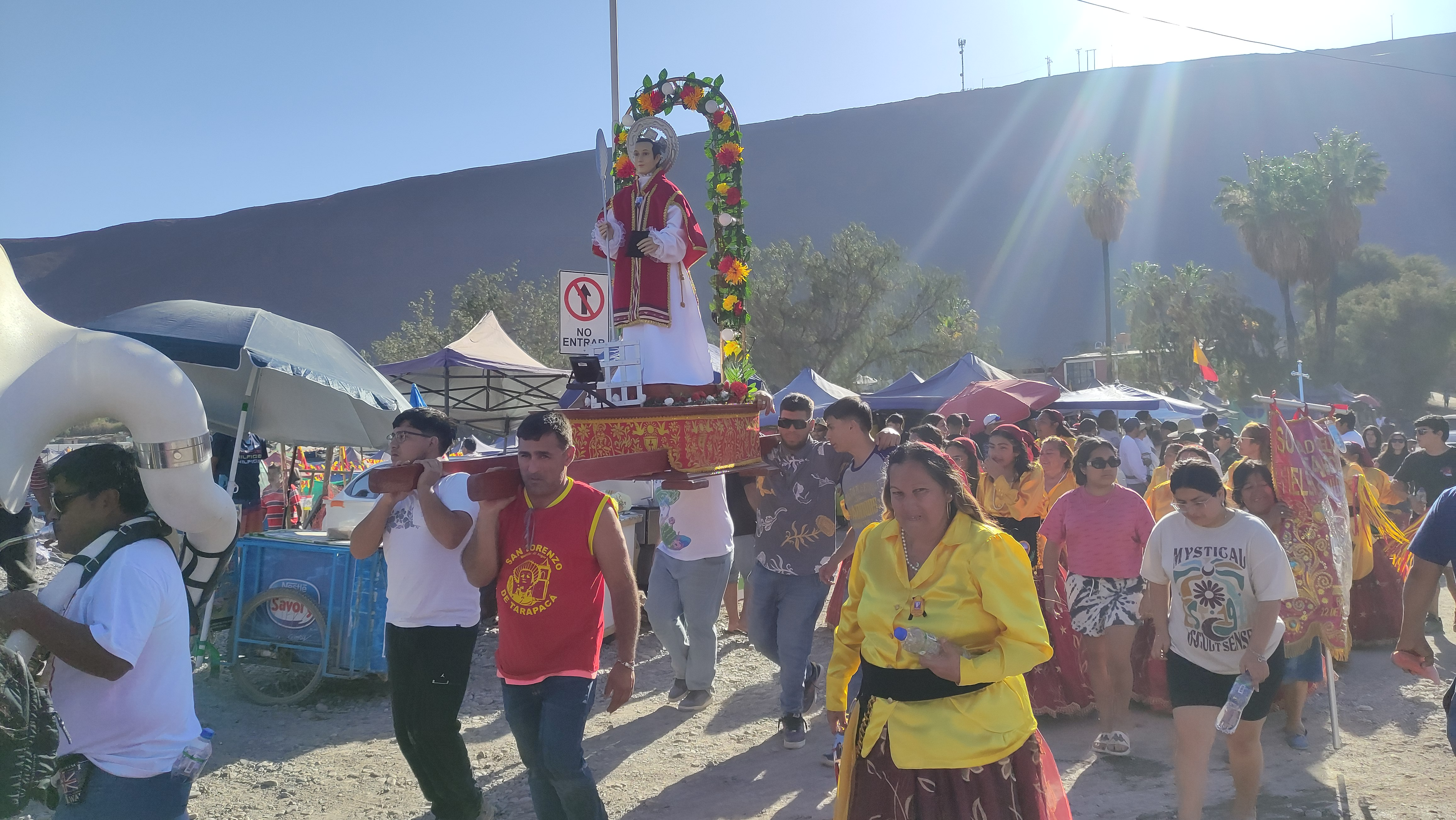
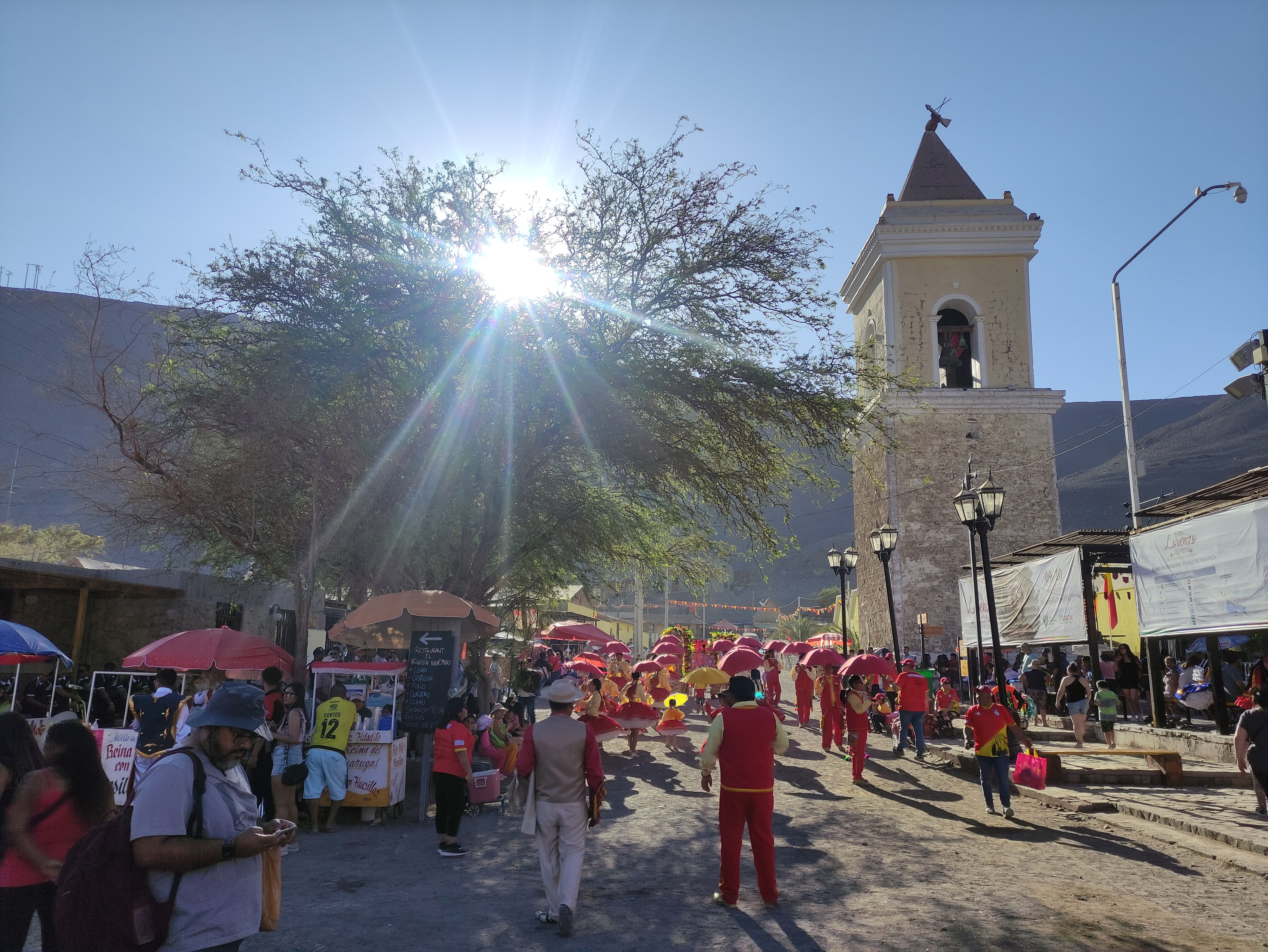
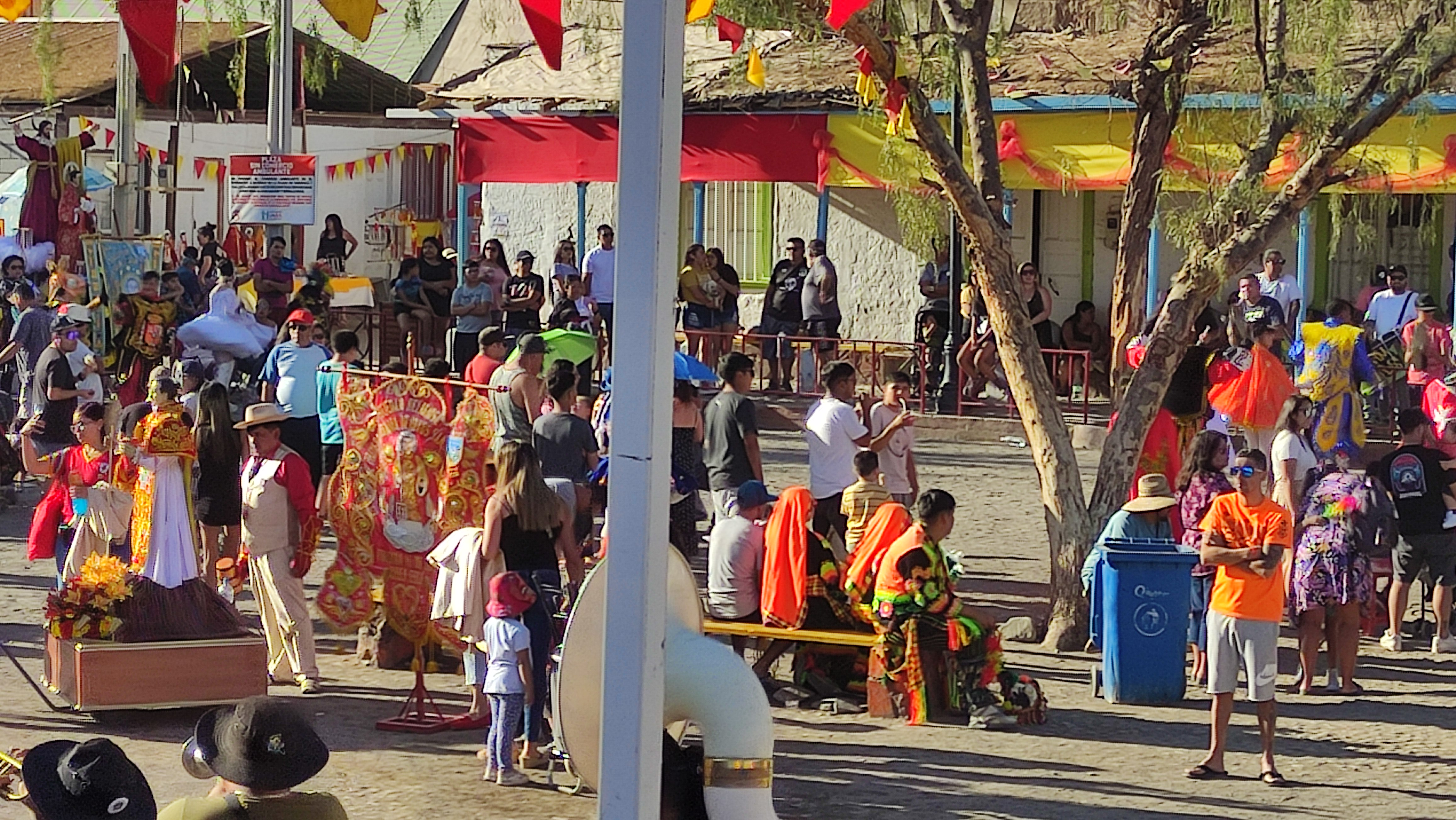
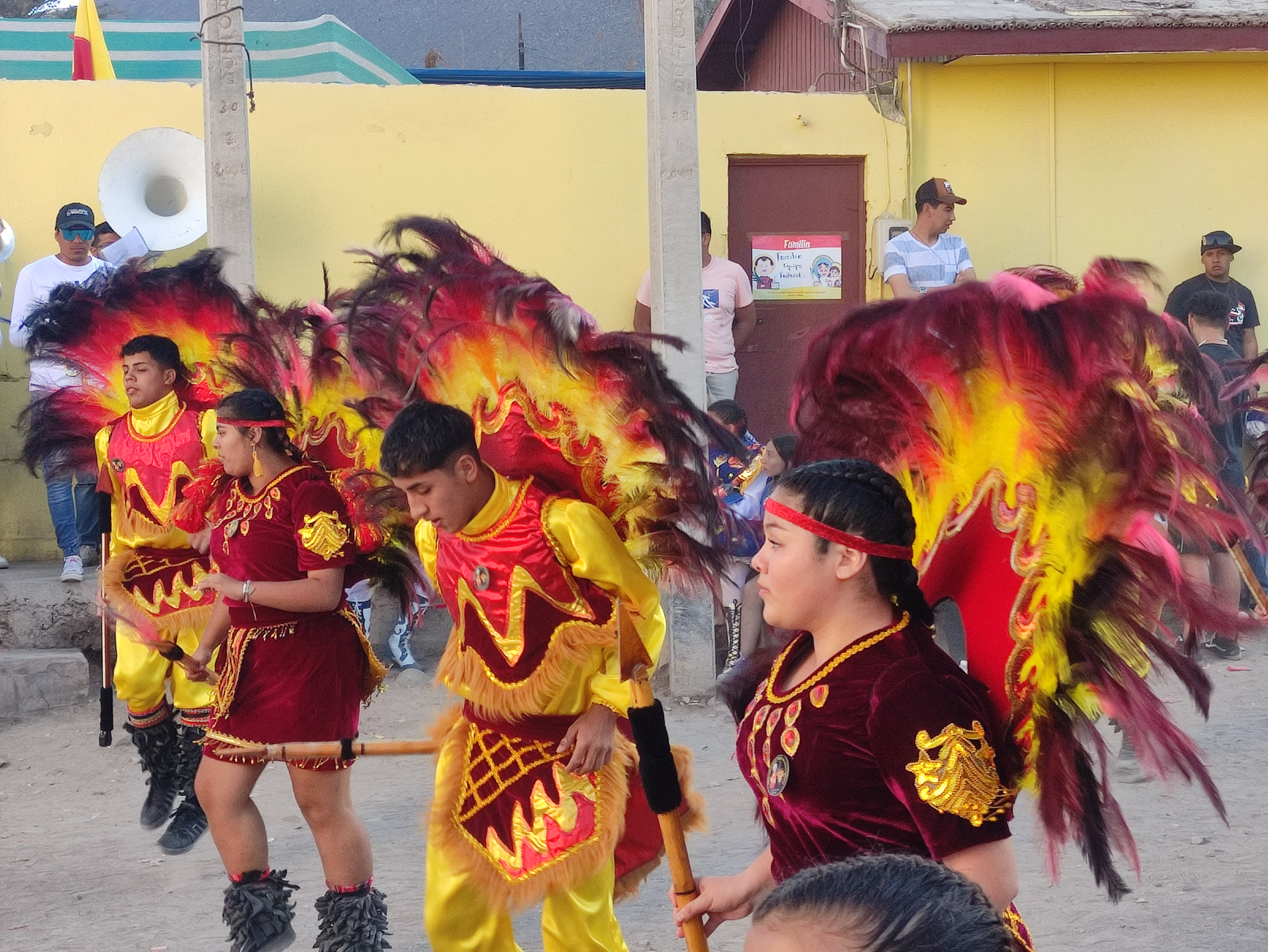
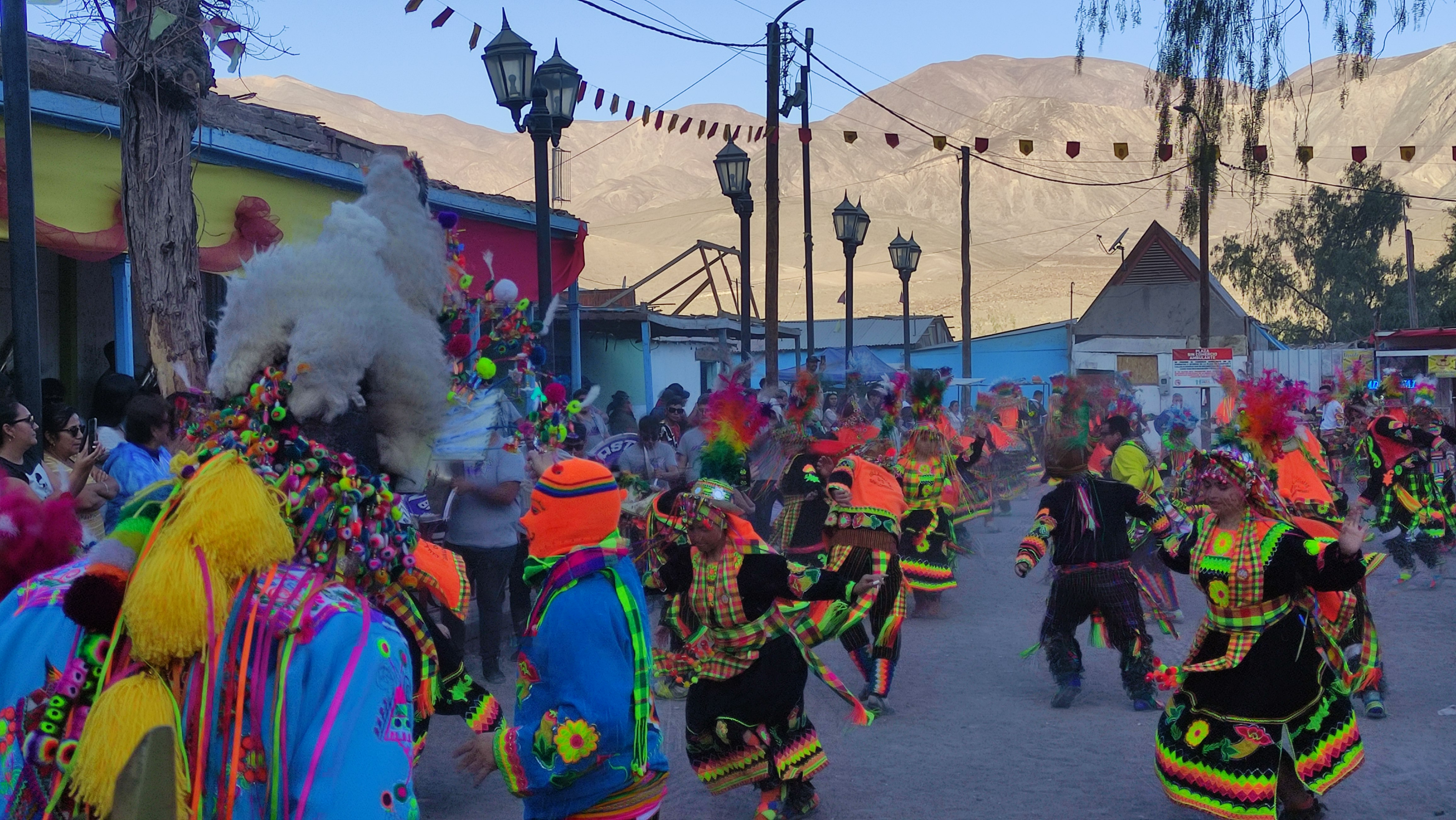

## Persönlichkeiten
- Antonio Gutiérrez de la Fuente (1796–1878), peruanischer Politiker und Militär
- Ramón Castilla (1797–1867), peruanischer Marschall und Staatspräsident
- Bautista van Schouwen (1943–1973), chilenischer Arzt und Revolutionär